# Фердинанд Кетлер
Фердинанд Кетлер (на немски: Ferdinand Kettler; * 2 ноември 1655 в Митава; † 4 май 1737 в Данциг) от династията Кетлер е от 1730 до 1737 г. германско-балтийски херцог на Курландия и Семигалия в днешна Латвия. След смъртта му линията умира.
Той е син на херцог Якоб Кетлер (1610 – 1682) и съпругата му принцеса Луиза Шарлота фон Бранденбург (1617 – 1676), дъщеря на курфюрст Георг Вилхелм фон Бранденбург. По-малък брат е на херцог Фридрих Казимир (1650 – 1698).
Той участва като полски генерал-лейтенант във Великата северна война. Русия окупира 1700 г. западна Курландия. Фердинанд Кетлер управлява до смъртта си от изгнанието си в Данциг.
Фердинанд Кетлер се жени на 75 години през 1730 г. в Данциг за принцеса Йохана Магдалена фон Саксония-Вайсенфелс (* 17 март 1708 във Вайсенфелс; † 25 януари 1760 в Лайпциг), дъщеря на херцог Йохан Георг фон Саксония-Вайсенфелс и Фридерика Елизебет фон Саксония-Айзенах. Бракът е бездетен.